# Martin Aigner
Pour les articles homonymes, voir Aigner.
Martin Aigner, né le 28 février 1942 à Linz et mort le 11 octobre 2023 à Berlin, est un mathématicien autrichien, professeur à l'université libre de Berlin depuis 1974, dont les centres d'intérêt sont les mathématiques combinatoires et la théorie des graphes.
Il obtient son doctorat à l'université de Vienne. Son livre Raisonnements divins (titre original: Proofs from THE BOOK, écrit en collaboration avec Günter M. Ziegler) est traduit en 12 langues.
Il reçoit en 1996 le prix Paul R. Halmos-Lester R. Ford pour son article présentant le théorème du graphe de Turán.
Martin Aigner meurt le 11 octobre 2023 à Berlin, âgé de 81 ans.

## Publications
- Combinatorial Theory (1997 réimpr.  (ISBN 3-540-61787-6), 1979  (ISBN 3-540-90376-3), aperçu sur Google Livres)
- (avec Günter M. Ziegler) Proofs from THE BOOK
  - Springer, Berlin, 1998  (ISBN 3-540-63698-6)
  - en allemand : Das BUCH der Beweise, 2e éd., 2003  (ISBN 3-540-40185-7)
- A Course in Enumeration, 2007  (ISBN 3-540-39032-4)
- Discrete Mathematics, 2007  (ISBN 0-8218-4151-3)
- (auteur et éditeur, avec Ehrhard Behrends) Mathematics Everywhere, 2010
- (avec Ehrhard Behrends) Alles Mathematik: Von Pythagoras zum CD-player, 2008  (ISBN 3-8348-0416-9)
- Combinatorial search, Teubner, Stuttgart, 1988  (ISBN 3-519-02109-9)
- Graphentheorie – Eine Entwicklung aus dem 4-Farben-Problem, Teubner, Stuttgart, 1984  (ISBN 3-519-02068-8)
- Diskrete Mathematik. Mit über 500 Übungsaufgaben
  - Vieweg, Brunswick/Wiesbaden, 1993  (ISBN 3-528-07268-7)
  - édition corrigée, 2006  (ISBN 3-8348-0084-8)